# Iglesia de Santa Maria di Gesù (Raccuja)
La iglesia de Santa Maria di Gesù o del Gesù es una iglesia  del siglo XVI con planta basilical en el municipio italiano de Raccuja, en Messina.

## Descripción

### Exterior
Domina toda la parte baja de la villa y da nombre a todo el barrio en el que se ubica, propiamente llamado la matriz. La fachada está precedida por un valioso atrio de sillares escuadrados de arenisca y cantos rodados de granito con un típico color rojizo, que componen diversas y articuladas figuras geométricas. La estructura tiene una fachada enteramente labrada en sillares de arenisca dividida en pilastras pareadas rematadas por capiteles compuestos.
El esquema está influenciado por una ambientación tardorrenacentista y manierista y se divide en tres bandas verticales (preludio de las tres naves que componen el edificio) y dos horizontales, separadas por un gran entablamento. Muy valioso es el diseño de las dos puertas laterales, cada una rematada por una ventana ovoide encerrada en una voluta y aligerada por festones.
El campanario, que se derrumbó parcialmente en 1806, según una placa colocada en la base, está realizado, en los dos primeros órdenes, con los mismos materiales que la fachada, así como con los mismos motivos ornamentales; el orden superior, la propia espadaña, es en cambio una modesta construcción de principios del siglo XX, cuando la Iglesia fue reabierta al culto tras años de expolio y abandono.

### Interior

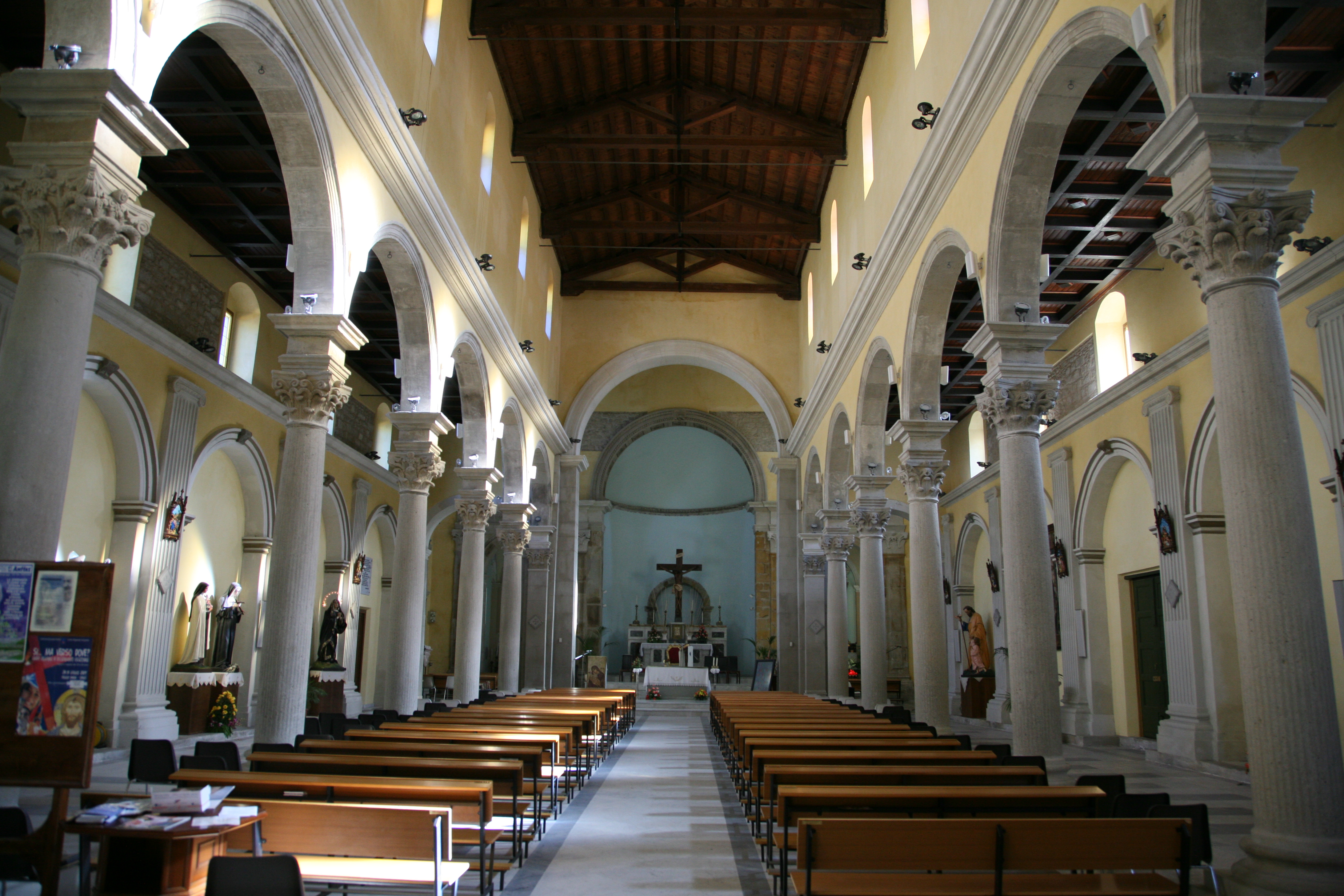
Iglesia Matriz, interior basilical de tres naves, con columnata y altar mayor.

Está dividido en tres naves por diez imponentes columnas corintias, coronadas por la llamada "nuez de Brunelleschi"; desde las naves laterales se accede al espacioso presbiterio, cerrado por dos capillas laterales coronadas por una pequeña cúpula (Cappella del SS. Sacramento, en mármol mixto, y la Capilla de la Anunciación) y el gran ábside central.
Se conservan tres estatuas de mármol de excelente factura: San Sebastiano, de Rinaldo Bonanno, Santa Maria del Gesù, titular de la parroquia y de la propia iglesia, de atribución incierta, y el grupo de la Anunciación, en la capilla homónima, de Giovanni Battista . Mazzolo (1532).
En el presbiterio se encuentran dos monumentos sepulcrales del siglo XVII, uno de mármol blanco y placas policromadas, el otro de granito sostenido por dos leones. En los pasillos, además de varias estatuas de papel maché de principios del siglo XX y de los talleres de Lecce, hay un precioso retablo de madera, que representa a la Virgen del Rosario, de principios del siglo XX. XVII, y un lienzo que representa la deposición con las tres Marías, San Juan y símbolos de la pasión, atribuido a Giuseppe Tomasi da Tortorici.